# Cincinnati Masters 2001
Cincinnati Masters 2001 — тенісний турнір, що проходив на кортах з твердим покриттям у місті Мейсон (США) з 6 серпня. Належав до категорії Tennis Masters Series.

## Фінальна частина

### Одиночний розряд
Густаво Куертен —  Патрік Рафтер 6–1, 6–3

### Парний розряд
Магеш Бгупаті /  Леандер Паес —  Мартін Дамм /  Давід Пріносіл 7–6(7–3), 6–3